# Breguet Br.1050 Alizé
Die Breguet Br.1050 Alizé war ein ab dem Jahre 1957 produziertes trägergestütztes französisches einmotoriges U-Boot-Jagdflugzeug. Es basierte entfernt auf dem Prototyp der Breguet 960 Vultur.

## Beschreibung
Die Alizé war ein konventioneller Tiefdecker. Sie hatte ein CSF-Radar mit einziehbaren Antennen im Rumpf und drei Mann Besatzung (Pilot, Radar-Bediener und Sensor-Bediener). Das Bugradfahrgestell war einziehbar. Im Vorderteil konnten Sonarbojen untergebracht werden. Für die Landung auf Flugzeugträgern war die Alizé mit einem Fanghaken ausgestattet.
Der interne Waffenschacht konnte mit einem Torpedo oder Wasserbomben bestückt werden. Unter den Tragflächen konnten Bomben, Wasserbomben, ungelenkte SNEB-Raketen und Flugkörper mitgeführt werden, beispielsweise Seezielflugkörper des Typs Aerospatiale AS.12.

## Geschichte
Der Erstflug erfolgte am 6. Oktober 1956. Zwischen 1957 und 1962 wurden 89 Maschinen gebaut. 75 Maschinen wurden an die französische Marine geliefert, zwölf weitere Maschinen an die indische Luftwaffe. Ab 1959 wurden sie auf den Flugzeugträgern Clémenceau und Foch eingesetzt.
Die indische Marine setzte die Alizé auf dem leichten Flugzeugträger Vikrant ein. Am 18. Dezember 1961 marschierten indische Truppen mit einer etwa 20-fachen Übermacht in der portugiesischen Kolonie Goa ein. Die Alizé übernahm Patrouillenflüge über Goa. Indien griff im Dezember 1971 in den Sezessionskrieg in Ostpakistan zugunsten eines unabhängigen Bangladesch ein, was den 3. Indisch-Pakistanischen Krieg zur Folge hatte. Eine Alizé wurde dabei von einer pakistanischen F-104 Starfighter abgeschossen. Ende der 1980er-Jahre wurde die Alizé in Indien ausgemustert und durch ASW-Hubschrauber ersetzt.
Die französische Marine hingegen modernisierte die Alizé mit einem Thomson-CSF-Iguane-Radar sowie Positionsradar vom Typ ARAR 12. In den 1990er-Jahren erhielten die Flugzeuge neue Elektronik und Infrarotsensoren.
Der letzte Kriegseinsatz erfolgte im Kosovo-Krieg 1999 vom Flugzeugträger Foch aus. Im Jahre 2000 wurde die Alizé endgültig außer Dienst gestellt.

## Militärische Nutzung
- Frankreich
- Indien

## Technische Daten

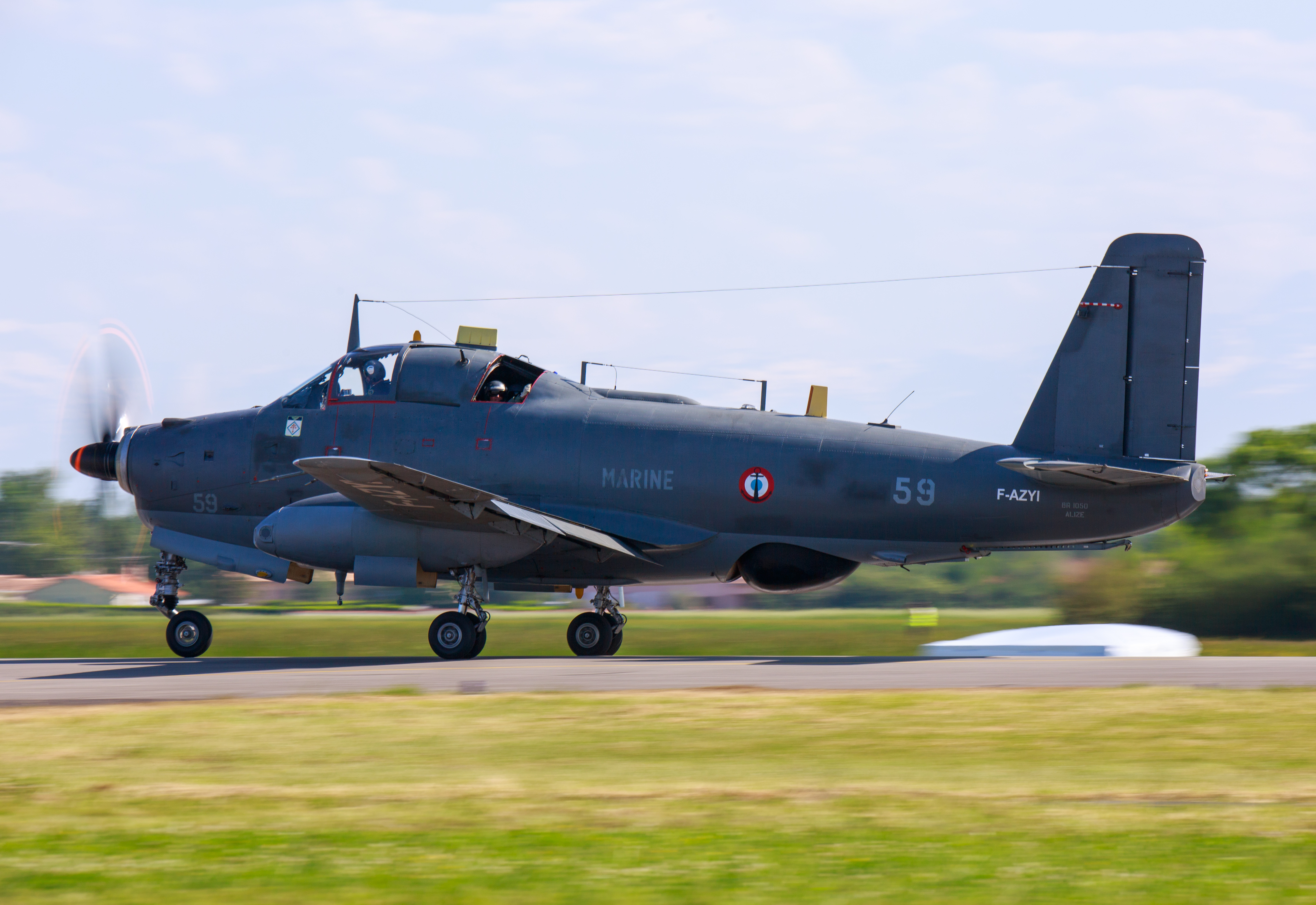
Letzte flugfähige Breguet Br.1050 Alizé, in Muret, 2016

| Kenngröße             | Daten                                                                 |
| --------------------- | --------------------------------------------------------------------- |
| Besatzung             | 3                                                                     |
| Länge                 | 13,86 m                                                               |
| Spannweite            | 15,60 m                                                               |
| Höhe                  | 4,75 m                                                                |
| Flügelfläche          | 36 m²                                                                 |
| Flügelstreckung       | 6,8                                                                   |
| Leermasse             | 5700 kg                                                               |
| max. Startmasse       | 8250 kg                                                               |
| Reisegeschwindigkeit  | 240–370 km/h                                                          |
| Höchstgeschwindigkeit | 475 km/h                                                              |
| Dienstgipfelhöhe      | 6250 m                                                                |
| Reichweite            | 2500 km                                                               |
| Triebwerke            | 1 × Turboprop Rolls-Royce Dart RDa.21 mit 1565 kW                     |
| Bewaffnung            | Torpedo oder Wasserbomben Bomben, Raketen oder Anti-Schiff-Flugkörper |